# Coalició pels Valors Tradicionals
La Coalició pels Valors Tradicionals (en anglès: Traditional Values Coalition) és una organització cristiana que representa a més de 43.000 esglésies evangèliques cristianes conservadores dels Estats Units. Es troba a Washington (Districte de Columbia). Els membres de la coalició creuen; "En els valors tradicionals basats en la Bíblia, i en un codi moral i de comportament basat en l'Antic Testament i el Nou Testament". La coalició considera que els valors tradicionals inclouen la creença que Jesucrist és el Fill de Déu; "Nostre Senyor ens ha donat un manual amb regles per viure d'acord amb elles, aquest manual és la Santa Bíblia, així com un compromís per a viure, segons els preceptes morals que han estat ensenyats per Jesucrist, el Fill de Déu, tal com ens ha estat revelat a la Bíblia". La coalició és coneguda principalment per la seva oposició als homosexuals, encara que s'ha manifestat sobre la immigració. L'organització va ser fundada pel Reverend Sr. Louis P. Sheldon, qui és el seu actual president. Andrea Sheldon Lafferty és la seva directora executiva.